# Le Pilote au masque de cuir
Le Pilote au masque de cuir est la trente-septième histoire de la série Les Aventures de Buck Danny de Jean-Michel Charlier et Victor Hubinon. Elle est publiée pour la première fois dans le journal Spirou du no 1682 au no 1702. Puis est publiée sous forme d'album en 1971. À noter, comme dans l'Escadrille de la mort, les trois dernières planches (45,46,47 A,B) de cette aventure ne soient pas dues à Victor Hubinon, celles de cet album-ci sont dues à Daniel Chauvin.

## Résumé
Pakistan. De grandes fêtes aériennes se déroulent à Karashi. Les principales armées de l’air ont envoyé leurs équipes acrobatiques. L’enjeu ?… le pays dont le team aura réalisé le meilleur show pourra décrocher un énorme marché aéronautique. Mais un puissant groupe industriel qui possède déjà une partie du marché voit là l’arrivée de pertes financières immenses. La solution est de saboter avions soviétiques et américains. Le groupe fait appel à Lady X, l’ennemi juré de Buck Danny, qui est rapidement passée à l’action. Deux pilotes US ont grièvement été blessés dans un attentat. L’un d’eux est remplacé par le capitaine Ted Mulligan. Ce dernier, défiguré lors d’un accident, porte en permanence un masque facial.
Les entraînements vont bon train. Soviétiques et américains sympathisent même. Mais un jour, Sonny reconnaît Lady X dans un hôtel. Personne ne le croit. Pourtant de nouveaux problèmes surgissent. Dans le camp américain, le responsable est tout désigné par certains : c’est le mécanicien Jefferson, un Noir taiseux. Un soir, les avions sont laissés à sa garde ainsi qu’à celle de Mulligan. Sonny, lui, mène sa propre enquête. Au matin, les deux « gardiens » sont retrouvés endormis. Ont-ils été drogués ?… Une inspection des appareils se révèle négative. Pourtant les altimètres ont été trafiqués. Et le grand jour du show arrive.
Sonny parviendra-t-il à démasquer l’espionne ?… Les pilotes américains vont-ils s’accrocher et s’écraser sur la foule pendant le show ?… Pourquoi Jefferson se fait-il abattre ?… Qui est réellement le capitaine Mulligan ?…

## Personnages
Buck Danny, Jerry Tumbler, Sonny Tuckson, Slim Holden, Lady X.
Apparition de Michel Tanguy et Ernest Laverdure.

## Avions
- GRUMMAN F-11 Tiger. Note : il y a une faute (dans l'épisode précédent) : la version biplace du F11F n'a jamais été réalisée.

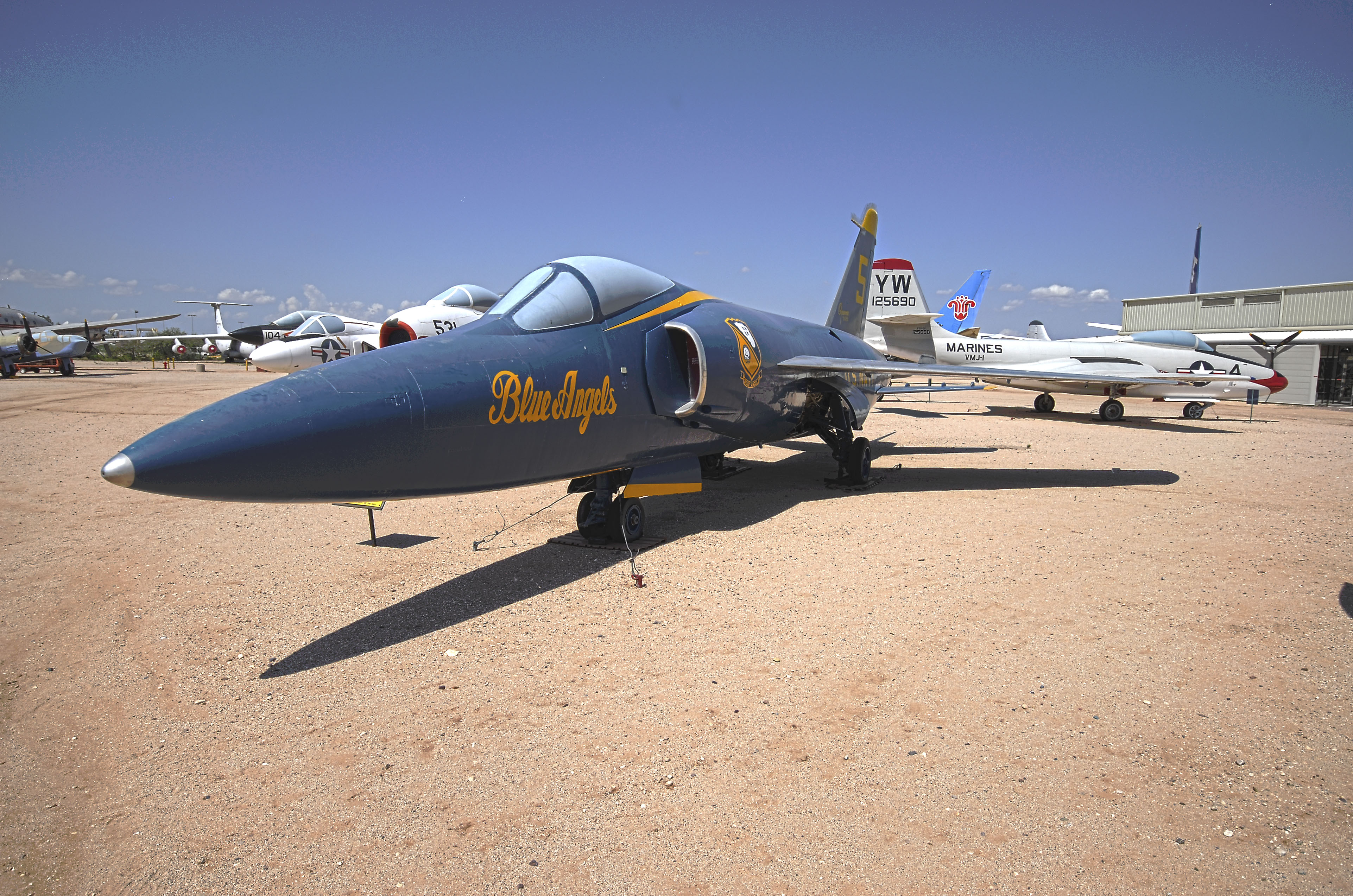
Blue Angels F-11 Tiger au Pima Air & Space Museum à Tucson, Arizona

- Saab J-35 Draken
- Fouga CM-170 Magister
- MiG 21 ("Fishbed")
- Il-14 ("Crate")
- Douglas DC-3
- McDonnell CF-101 (canadien)